# Мильзан
Мильзан — деревня в Баяндаевском районе Иркутской области России. Входит в состав муниципального образования «Покровка». Находится примерно в 4 км к востоку от районного центра.

## Население
| 2002 | 2010 | 2011 | 2012 |
| ---- | ---- | ---- | ---- |
| 9    | ↘7   | →7   | →7   |

По данным Всероссийской переписи, в 2010 году в деревне проживало 7 человек (1 мужчина и 6 женщин).